# Christian de Schleswig-Holstein
 (décembre 2017).
Si vous disposez d'ouvrages ou d'articles de référence ou si vous connaissez des sites web de qualité traitant du thème abordé ici, merci de compléter l'article en donnant les références utiles à sa vérifiabilité et en les liant à la section « Notes et références ».
Christian de Schleswig-Holstein (Frédéric-Chrétien-Charles-Auguste ; 22 janvier 1831 – 28 octobre 1917) est un prince danois et allemand qui devient un membre de la Famille royale britannique par son mariage avec Helena du Royaume-Uni, le cinquième enfant et troisième fille de la Reine Victoria et Albert de Saxe-Cobourg-Gotha.

## Jeunesse
Il est né à Augustenborg, Danemark, second fils de Christian-Auguste II de Schleswig-Holstein-Sonderbourg-Augustenbourg et son épouse, la comtesse Louise-Sophie de Danneskiold-Samsøe.
Il appartient à la Maison d'Oldenbourg, la maison royale scandinave. Sa mère est d'une ancienne famille danoise (Danneskiold-Samsoe), et sa grand-mère paternelle Louise Augusta de Danemark est princesse royale. Il aurait pu prétendre au trône lors de la crise de succession au Danemark.
En 1848, son père, le duc Christian-Auguste, prend la tête d'un mouvement de résistance par la force aux revendications du Danemark sur les duchés de Schleswig et de Holstein, deux possessions personnelles des rois de Danemark. Holstein fait partie de la Confédération germanique. Un an plus tôt, le roi Frédéric VII accède au trône sans espoir de produire un héritier mâle. Contrairement au Danemark, où la Lex Regia de 1665 permet au trône de passer par les femmes de la lignée royale, dans le Holstein la Loi salique a prévalu. Les duchés seraient susceptibles de revenir à la famille de Schleswig-Holstein-Sonderbourg-Augustenbourg, branche cadette de la maison de Holstein-Sonderbourg. Au cours de la Première guerre de Schleswig, en 1852, le prince Christian sert brièvement avec la nouvelle armée de Schleswig-Holstein avant que lui et sa famille aient été contraints de fuir l'avancée des troupes danoises. Après la guerre, il étudie à l'Université de Bonn, où il se lie d'amitié avec le Prince héritier Frédéric de Prusse (plus tard, l'Empereur allemand Frédéric III).

## Mariage
En septembre 1865, lors d'une visite à Cobourg, la princesse Hélène rencontre le prince Christian. Le couple s'est fiancé en décembre de cette année. La reine Victoria donne son autorisation pour le mariage, à condition que le couple vive en Grande-Bretagne. Ils se marient à la Chapelle Privée au Château de Windsor le 5 juillet 1866. Sept jours avant le mariage, le 29 juin 1866, la reine accorde à son futur gendre le titre d'Altesse Royale par mandat royal. Ce titre est en vigueur dans le royaume-Uni, l'Allemagne, où le Prince Christian, l'un des fils du duc d'Augustenburg, n'a droit qu'à la dénomination de Son Altesse Sérénissime.
Le prince et la princesse Christian de la province de Schleswig-Holstein, comme on les appelait, fixent leur résidence à Frogmore House dans le parc du château de Windsor et, plus tard, à Cumberland Lodge dans le Grand Parc de Windsor. Ils ont six enfants :
- Christian-Victor de Schleswig-Holstein (14 avril 1867 - 29 octobre 1900) ; ne s'est jamais marié ; décédé jeune lors de son service militaire, et est enterré en Afrique du Sud ;
- Albert de Schleswig-Holstein (28 février 1869 - 13 mars 1931) qui, en 1921, devient le duc de Schleswig-Holstein et le chef de la Maison d'Oldenbourg. Ne s'est jamais marié ;
- Hélène-Victoria de Holstein-Sonderbourg-Augustenbourg (3 mai 1870 - 13 mars 1948). Ne s'est jamais mariée ;
- Marie-Louise de Schleswig-Holstein (12 août 1872 - 8 décembre 1956). Mariée avec Aribert d'Anhalt, pas de descendance ;
- Harald (12 mai 1876 - 20 mai 1876) ;
- Fils mort-né (né et mort le 7 mai 1877).

## Carrière
Le prince Christian, est fait Chevalier de la Jarretière (KG), membre du Conseil Privé (PC) et Chevalier Grand-Croix de l'Ordre Royal de victoria (GCVO). Il devient un Aide de camp personnel de la reine en 1897 et, plus tard d'Édouard VII. Le prince Christian reçoit le grade de Major-général dans l'armée britannique en juillet 1866, et reçoit les promotions au rang de Lieutenant-général en août 1874 et en Général en octobre 1877. De 1869 jusqu'à sa mort, il est colonel honoraire du 1er Bataillon des Volontaires, Le Royal Berkshire Regiment. Cependant, le prince Christian n'a jamais tenu de commandement opérationnel important. Il est Haut Commissaire de Windsor, et Ranger du Grand Parc de Windsor. Il reçoit un diplôme de Docteur en Droit Civil de l'Université d'Oxford. Il reçoit la Clés de la ville de Carlisle, le 7 juillet 1902, lors d'une visite à la ville pour la société royale agricole.

## Première Guerre Mondiale
Au cours de la Première Guerre mondiale, la montée du sentiment anti-allemand force la famille royale britannique à rompre ses liens avec l'Allemagne et à cesser l'utilisation de différents titres allemands. En juillet 1917, George V change le nom de la Dynastie en Maison de Windsor et abandonne pour lui-même et tous les autres descendants de la reine Victoria, qui sont des sujets britanniques, toutes les dignités et appellations allemandes. Bien qu'ils soient l'oncle et la tante de l'impératrice Allemande, le prince et la princesse Christian mais aussi leurs deux filles, enlèvent la désignation territoriale "de Schleswig-Holstein-Sonderbourg-Augustenbourg" et deviennent "Leurs Altesses Royales le Prince et la Princesse Christian, Son Altesse la Princesse Marie-Louise, et Son Altesse la Princesse Hélène-Victoria".

## Disparition
Le prince Christian est décédé à Schomberg House, Pall Mall, en octobre 1917, dans sa quatre-vingt-sixième année. Il est enterré dans le caveau Royal, Frogmore dans le Grand Parc de Windsor.